# NGC 773
NGC 773 (również PGC 7486) – galaktyka spiralna (Sa), znajdująca się w gwiazdozbiorze Wieloryba. Odkrył ją William Herschel 27 listopada 1785 roku.